# Amélie van Assche
Amélie van Assche (26. ledna 1804, Brusel – 11. května 1880, Brusel) byla belgická malířka. Narodila se v roce 1804 a byla dcerou Henriho Jeana van Assche. Její sestra, Isabelle Catherine van Assche, krajinářka, se učila malovat u svého strýce Henriho Van Asscheho. První učitelé Amélie byli slečna F. Lagareninová a D'Antissier. Později odešla do Paříže, kde strávila nějaký čas. Na počátku 19. století bylo v oblibě „umění miniatury“, které vypěstovali či kultivovali - jak bylo v té době vyjádřeno - Hortense van Baerlen, Marie-Josèphe Dargent a také Amélie van Assche. Amélie prvně vystavovala v Gentu v roce 1820 a v Bruselu v roce 1821. Malovala akvarely a pastely. Svými miniaturami se zúčastňovala různých výstav v Bruselu v letech 1830 až 1848 a v Gentu v letech 1835 až 1838. Její portréty jsou považovány za velmi přesné a jsou obdivovány pro techniku kresby. Portrét Leopolda I., který namalovala v roce 1839, jí otevřel cestu ke dvoru a Amélie se stala portrétistkou a dvorní malířkou belgické královny Luisy Marie Orleánské.